# エロン・リンデンシュトラウス

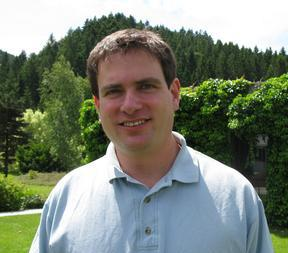
エロン・リンデンシュトラウス

エロン・リンデンシュトラウス（Elon Lindenstrauss,  1970年8月1日 - )はイスラエル人の数学者。
プリンストン大学教授。イスラエルのエルサレム出身。
1991年にヘブライ大学で物理学の学士号を取得した。Talpiot programの対象となり、イスラエル軍で兵役に就く代わりに大学で研究を継続することで兵役の代替とみなされることになり、ヘブライ大学で研究を継続して1995年に数学の修士号、1999年に博士号を取得した。その後、ヘブライ大学、スタンフォード大学を経て、2004年に現職であるプリンストン大学教授に就任した。
研究分野はエルゴード理論、力学系、整数論、保型形式、量子カオス、ランダムウォーク、パーコレーション。特にリトルウッド予想の解決と数論的双曲曲面についての量子エルゴード予想の解決で知られる。他にも無限次元幾何学、力学系での貢献がある。

## 受賞歴
- 2003年 - サレム賞
- 2004年 - ヨーロッパ数学会賞
- 2009年 - フェルマー賞
- 2010年 - フィールズ賞